# Lebuajoans Mphoso
Lebuajoans Mphoso es un deportista lesotense que compitió en taekwondo. Ganó una medalla de bronce en el Campeonato Africano de Taekwondo de 1998, en la categoría de +84 kg.

## Palmarés internacional
| Campeonato Africano | Campeonato Africano | Campeonato Africano | Campeonato Africano |
| Año                 | Lugar               | Medalla             | Categoría           |
| ------------------- | ------------------- | ------------------- | ------------------- |
| 1998                | Nairobi (Kenia)     | Medalla de bronce   | +84 kg              |